# Taisnières-sur-Hon

Taisnières-sur-Hon este o comună în departamentul Nord, Franța. În 1 ianuarie 2022 avea o populație de 960 de locuitori.